# 둠둠
둠둠(Doom Doom)은 한국에서 제작된 정원희 감독의 2021년 드라마 영화이다. 김용지 등이 주연으로 출연하였고 김이다 등이 제작에 참여하였다.

## 출연
- 김용지 : 이나 역
- 윤유선 : 신애 역
- 박종환 : 준석 역
- 김진엽 : 민기 역
- 베스티 : 카니타 역
- 안민영 : 위탁모 역
- 김승비 : 엠마 역
- 김다은 : 지민 역

## 제작진
- 각색: 김보연
- 프로듀서: 이용채
- 제작부장: 임수호
- 제작부장: 박한건
- 제작회계: 윤소영
- 촬영부: 김용현
- 촬영부: 오태양
- 촬영부: 신승민
- 조명: 김효림
- 조명부: 신효성
- 조명부: 정지원
- 조명부: 임태형
- 조명부: 이재웅
- 조명부: 순민지
- 연출부: 김승연
- 연출부: 이세리
- 스크립터: 김은경
- 조감독: 여기한
- 동시녹음: 박기정
- 음향편집: 김우현
- 음향효과: 주재엽
- 붐오퍼레이터: 송영찬
- 사운드: 김수현
- 사운드디자인: 김용진
- 미술팀: 박소영
- 미술팀: 이지연
- 소품팀: 박소영
- 소품팀: 이지연
- 시각효과: 엄진
- 시각효과: 정해도
- 시각효과: 조장래
- 시각효과: 이슬기
- 분장-헤어: 전영민
- 분장팀: 노은지
- 분장팀: 임나래
- 의상: 이종경
- 광고디자인: 박재호
- 광고디자인: 이유희
- 광고디자인: 이서연
- 광고디자인: 박인혜
- 디지털색보정: 엄진
- 스토리보드: 박미재
- B카메라: 송현준
- 데이터매니저: 엄진
- 의상팀장: 윤지영
- 분장팀장: 김나영
- 헤어팀장: 최하연
- 국내배급총괄: 김난숙
- 국내배급책임: 정태원
- 국내배급진행: 김진웅
- 홍보마케팅책임: 장선영
- 홍보마케팅진행: 이슬비
- 홍보마케팅진행: 김성하
- 홍보마케팅진행: 최민주
- 국내배급회계책임: 김명옥
- 온라인마케팅: 김호진
- 온라인마케팅: 조윤서
- 온라인마케팅: 김규민
- 온라인마케팅: 강예원
- 온라인마케팅: 남성령
- 온라인마케팅: 임성윤
- 온라인마케팅: 장하영
- 온라인 광고디자인: 최진희
- 온라인 광고디자인: 박한진
- 예고편: 이철수
- 예고편: 조세훈
- 해외배급: 손민경
- 해외배급: 주아람
- 해외배급: 박혜진
- 해외배급: 장예원
- 해외배급: 성윤지